# Scară macroscopică
Scară macroscopică (din greacă: μακρος = mare, σκοπεῖν = a vedea) este o scară de lungime la care obiectele și fenomenele sunt observabile și măsurabile cu ochiul liber. Antonimul scării macroscopice este scara microscopică.
Practic, noțiunea de scară macroscopică se referă de obicei la dimensiuni spațiale mai mari decât un milimetru. În sens abstract, ea descrie realitatea „așa cum o vedem”, fără ajutorul unor instrumente optice care produc imagini mărite (lentilă sau microscop). Cantitativ, noțiunea este relativă și imprecisă; când este vorba despre obiecte și fenomenene ale căror dimensiuni depășesc cu multe ordine de mărime un milimetru, ca stele sau galaxii, sunt mai adecvați termenii de scară astronomică sau scară cosmică.